# Christina Schwanitz
Christina Schwanitz (ur. 24 grudnia 1985 w Dreźnie) – niemiecka lekkoatletka, kulomiotka.

## Osiągnięcia
- Mistrzostw Świata Juniorów w Lekkoatletyce (Grosseto 2004)
- na Młodzieżowych mistrzostwach Europy (Erfurt 2005)
- 9. lokata na mistrzostwach świata (Helsinki 2005)
- 6. miejsce w halowych mistrzostwach świata (Walencja 2008)
- zwycięstwo w Superlidze Pucharu Europy (Annecy 2008)
- 11. lokata podczas igrzysk olimpijskich (Pekin 2008)
- halowych mistrzostw Europy (Paryż 2011)
- 5. miejsce na mistrzostwach Europy w Helsinkach (2012)
- 10. miejsce na igrzyskach olimpijskich (Londyn 2012)
- halowych mistrzostw Europy (Göteborg 2013)
- mistrzostw świata (Moskwa 2013)
- halowych mistrzostw świata (Sopot 2014)
- mistrzostw Europy (Zurych 2014)
- mistrzostw świata (Pekin 2015)
- mistrzostw Europy (Amsterdam 2016)
- 6. miejsce na igrzyskach olimpijskich (Rio de Janeiro 2016)
- mistrzostw Europy (Berlin 2018)
- halowych mistrzostw Europy (Glasgow 2019)
- mistrzostw świata (Doha 2019)

## Rekordy życiowe
- pchnięcie kulą (stadion) – 20,77 (2015)
- pchnięcie kulą (hala) – 20,05 (2014)